# Musica country
Il country, anche detto country music, country and western o country-western, è il risultato dell'unione di forme popolari della musica americana sviluppatasi nel sud degli Stati Uniti. Viene spesso identificato come un genere musicale a sé stante.
Si sviluppa grazie agli influssi della musica tradizionale del sud (caratterizzata da violino e banjo, anche chiamata Old Time Music), dei tradizionali duos, gruppi musicali formati da fratelli (e caratterizzati dalla presenza di chitarra, mandolino e di una affascinante affinità vocale) e della musica folk degli immigrati anglo-irlandesi.
Questo genere musicale si compone di molti filoni artistici; i principali tra essi sono:
- il bluegrass, caratterizzato dal classico ritmo boom-chick e da veloci assoli di mandolino, banjo e violino.
- la musica western, caratterizzata da tradizionali ballate.

Altri generi che derivano o originano dalla country music sono il Western swing, il Bakersfield sound, l'outlaw country, il Cajun e l'Honky tonk.
Vernon Dalhart fu il primo cantante country ad avere successo nazionale (maggio 1924 con The Wreck of Old 97). Altri artisti famosi di quell'epoca furono i Blue Sky Boys, Riley Puckett, Don Richardson, Fiddling John Carson, Ernest Stoneman, Charlie Poole and the North Carolina Ramblers e Gid Tanner & The Skillet Lickers.
Alcuni tracciano le origini della country music moderna a due influenti gruppi: il cantante country Jimmie Rodgers e la Carter Family. Le loro canzoni furono le prime ad avere un riconoscimento nazionale, come le famose Sessions di Bristol in Tennessee, il 1º agosto 1927, nelle quali Ralph Peer fu il talent scout e registratore di suono.

## L'influenza di Jimmie Rodgers
Jimmie Rodgers contribuì in maniera decisiva allo sviluppo della musica country, e in particolare del country folk. Costruendo le sue ballate tradizionali sulle influenze musicali del Sud, Jimmie scrisse e cantò canzoni in cui la gente comune poteva rispecchiarsi. Vi incluse tra l'altro le sue esperienze nelle aree del Meridian e Mississippi, e quelle della gente che incontrò sui treni, nei bar e sulle strade. Per creare le sue melodie, s'ispirò alle ballate tradizionali e alla musica folk. A Meridian, dal 1953, ogni anno nel mese di maggio, si svolge il Jimmie Rodgers Memorial Festival, per commemorare l'anniversario della morte di Rodgers. Il primo festival fu celebrato per la prima volta il 26 maggio 1953.
Pathos, divertimento, donne, whiskey, omicidi, morti, malattie e povertà sono presenti nelle sue canzoni. Temi che in seguito saranno ripresi e sviluppati da artisti come Hank Williams, Merle Haggard, Waylon Jennings, Willie Nelson, George Jones, Townes Van Zandt, Kris Kristofferson e Johnny Cash. Jimmie Rodgers cantò della vita e della morte da una prospettiva maschile e questo punto di vista ha prevalso in diverse aree della musica country. Sarebbe ingiusto non ricordare l'influenza che Rodgers ebbe nello sviluppo dell'honky tonk, del rockabilly e del Bakersfield sound.

### Hank Williams
Jimmie Rodgers è una pietra miliare nella struttura della musica country, ma l'artista più influente dopo di lui è stato indubbiamente Hank Williams. Nella sua breve carriera (aveva solo 29 anni quando morì), dominò la scena del country: le sue canzoni sono state cantate praticamente da ogni altro artista country, sia uomo che donna. Inoltre, le sue canzoni furono interpretate anche da artisti jazz, pop e rhythm and blues già agli inizi della sua carriera. Canzoni come Cold Cold Heart e I'm So Lonesome I Could Cry sono da tempo dei classici del pop.
Williams interpretava due personaggi: Hank Williams, il cantante-compositore ed intrattenitore e Luke the Drifter (Luke il vagabondo) personaggio moralista e dispensatore di buoni consigli. La complessità del suo carattere si rifletteva nelle canzoni introspettive in cui si parlava di cuori spezzati, felicità e amore (per esempio I'm So Lonesome I Could Cry e Your Cheating Heart), ma anche nei pezzi più allegri e ottimisti sulla vita Cajun (Jambalaya) o sugli indiani di legno posti fuori dai negozi di tabacco (Kaw-Liga). Egli innalzò la musica ad un livello diverso e la portò a un pubblico sempre più vasto.
Diversi artisti country hanno incluso Williams nelle loro composizioni. Waylon Jennings nel suo brano Are You Sure Hank Done It This Way si chiedeva se la sua carriera fosse all'altezza di quella di Hank, mentre Hank Williams Jr, in Family Tradition, racconta dettagliatamente i burrascosi trascorsi delle sue band e di quelle del padre. David Allen Coe, nella canzone Longhaired Redneck, si vanta: "So cantare tutte le canzoni che Hank Williams abbia mai scritto".
Sia Hank Williams Jr che suo figlio Hank Williams III hanno portato innovazioni nella musica country, Hank Jr spingendosi verso sonorità rock e verso l'outlaw country mentre Hank III è andato parecchio oltre fino a raggiungere il death metal e il soul psychobilly.

## L'influenza dalla Carter Family
L'altra scoperta di Ralph Peer, la Carter Family, consisteva in A.P. Carter, sua moglie Sara e la loro cognata Maybelle. Questo gruppo costruì una lunga carriera discografica grazie alla sonora voce bassa di A.P., alla bellissima voce di Sara e al particolarissimo stile chitarristico di Maybelle. Il maggior contributo di A.P. fu la collezione di canzoni e ballate da lui raccolte nelle sue spedizioni nella campagna collinosa attorno alla loro casa a Maces Springs (Virginia). Inoltre, la sua presenza maschile, fece sì che Sara e Maybelle potessero esibirsi senza tema di macchiare la loro reputazione. Le due donne arrangiavano le canzoni che A.P. raccoglieva ma scrivevano anche canzoni proprie. Esse furono le antesignane di una serie di cantanti country femminili di notevole talento come Kitty Wells, Patsy Cline, Loretta Lynn, Skeeter Davis, Tammy Wynette, Dolly Parton e June Carter Cash, figlia di Maybelle e moglie di Johnny Cash.

### Bluegrass
Il bluegrass porta avanti la tradizione della vecchia String Band Music, eseguita da gruppi musicali composti solamente da strumenti a corda, e fu inventata, nella sua forma pura, da Bill Monroe. Il nome "BlueGrass" fu preso direttamente dalla band di Monroe, i Blue Grass Boys. La prima incisione con la formazione classica fu fatta nel 1945: Bill Monroe voce e mandolino, Lester Flatt voce e chitarra, Earl Scruggs al banjo 5 corde, Chubby Wise al violino e Cedric Rainwater al contrabbasso. Questa band stabilì lo standard per tutte le formazioni bluegrass che seguirono; molti dei primi e più famosi musicisti bluegrass hanno fatto parte dei Blue Grass Boys, come ad esempio Lester Flatt & Earl Scruggs, Jimmy Martin e Del McCoury, o hanno suonato con Monroe occasionalmente, come Sonny Osborne, Ralph & Carter Stanley (i Stanley Brothers) e Don Reno. Monroe ha influenzato anche artisti come Ricky Skaggs, Alison Krauss, Rhonda Vincent e Sam Bush che propongono la tradizione del folk e della ballata nello stile bluegrass.

### Altre influenze
Tra le poche star di colore della musica country, spiccano Deford Bailey e Charley Pride. Nonostante quest'ultimo avesse vinto un Grammy Award nel 1967 con la canzone Just Between You and Me, la sua carriera non fu facile. Gli artisti di colore non godevano di buona fama nell'ambiente musicale ed erano considerati quasi "indegni" di cantare il country. Nel 1967 Pride fu il secondo artista di colore ad esibirsi al Grand Ole Opry; il primo fu Deford Bailey nel 1925.
Nonostante l'esiguo numero di artisti di colore nel country, non si può certo negare l'influenza che la musica nera ha avuto sui musicisti country. D'altra parte, anche nelle canzoni dei musicisti di colore come Ray Charles e Keb'Mo' sono rintracciabili delle ispirazioni country.

## Il suono di Nashville

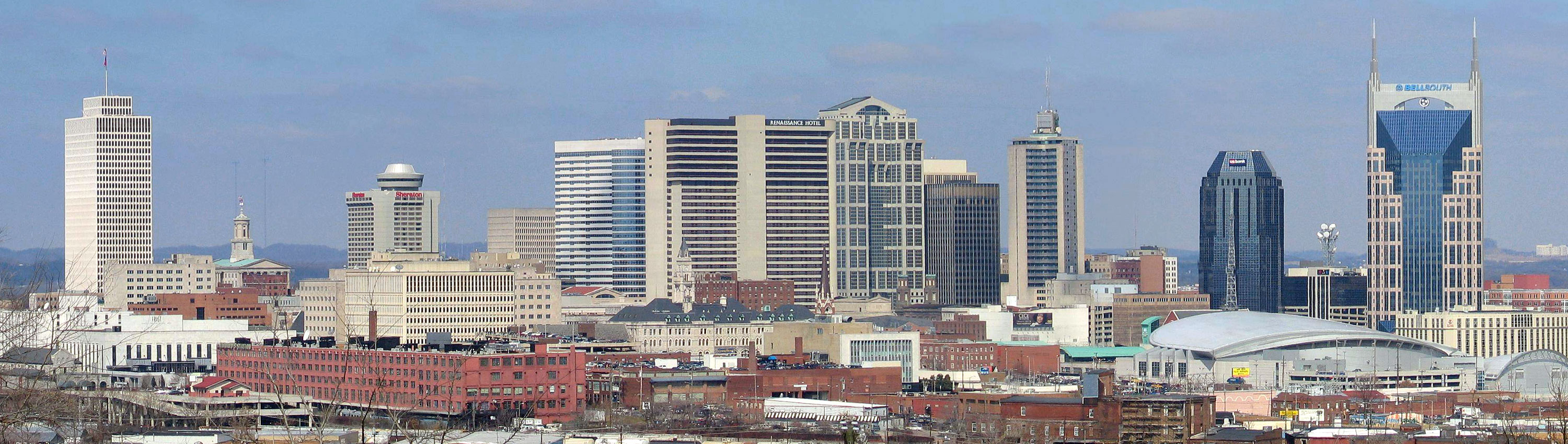
Panorama di Nashville, città del Tennessee, è considerata la capitale della musica country; vi si tiene un famoso festival denominato Fan Fair.
A questa città sono intitolati il film Nashville di Robert Altman, girato nel 1975, che è stato assolutamente mal visto dalla città di Nashville, per la rappresentazione "falsata" di un ambiente dedito solo al business, e l'album di Bob Dylan Nashville Skyline (1969), il cui brano guida è un rag in puro stile country.

Durante gli anni sessanta, la country music divenne un'industria, centrata a Nashville nel Tennessee, capace di procurare milioni di dollari. Sotto la direzione di produttori come Chet Atkins, uno degli inventori del genere, Owen Bradley e più tardi Billy Sherrill, il Nashville sound portò la country music a un pubblico diverso. Questa sonorità prese a prestito elementi dello stile pop degli anni cinquanta: vocalità rilevanti e "lisci" accompagnate da steel guitar (che divenne lo strumento caratterizzante del genere) e cori vocali. Agli assoli strumentali fu data secondaria importanza per dar spazio a fraseggi e abbellimenti caratteristici. Tra i principali artisti di questo genere troviamo Patsy Cline, Jim Reeves, e più tardi Tammy Wynette e Charlie Rich. Sebbene la musica country abbia una grande varietà stilistica, alcuni critici sostengono che questa diversità fu soffocata da un approccio troppo rigido da parte dei produttori del Nashville Sound; secondo altri, invece, le cause sono da ricercarsi nella necessità di reinventare il country di fronte al predominio del rock'n'roll anni cinquanta e della successiva invasione britannica. Persino oggigiorno, la grande varietà della musica country non viene ben rappresentata nelle trasmissioni radio e la percezione popolare della musica country fuori dagli USA è piena di stereotipi di ballate hillbilly suonate con il mandolino, che è presente nel bluegrass ma non certo nella Country Music attualmente in classifica, dove a parte coretti (refrain) orecchiabili melodie in rima, Pedal Steel Guitar, Violino, Pianoforte e sonorita computerizzate non vi sono strumenti acustici tradizionali, se non "corretti" in sala di registrazione.

### Reazioni al suono di Nashville
I suoni all'apparenza poco particolari che provenivano da Nashville sotto l'influenza di Chet Atkins e dei suoi colleghi produttori suscitarono la reazione dei musicisti fuori Nashville, che pensavano ci fosse ben altro nel genere country che non "le solite vecchie arie con il violino e la chitarra…" (Waylon Jennings).
Dalla California si sviluppò il Bakersfield sound; uno dei primi gruppi esponenti di questo sound furono i leggendari Maddox Brothers and Rose il cui miscuglio selvaggio ed eclettico di country vecchio stile, swing hillbilly e gospel rappresentava, negli anni quaranta e cinquanta, uno spettacolo di grande richiamo nelle sale da ballo e nei locali honky-tonk. Agli inizi degli anni sessanta, Buck Owens e Merle Haggard, tra gli altri, fecero conoscere il Bakersfield Sound a un pubblico più vasto ed esso divenne presto uno dei generi più popolari della musica country. Negli anni ottanta Dwight Yoakam aiutò a rilanciare il Bakersfield Sound e Brad Paisley a tutt'oggi lo utilizza ampiamente nella sua musica.
Nella Nashville degli anni ottanta, Randy Travis, Ricky Skaggs e altri proposero un ritorno ai valori tradizionali. La loro abilità musicale di compositori e produttori aiutarono a far rivivere il genere per un breve periodo. Tuttavia, anche loro e altri grandi e longevi autori come Jones, Cash e Merle Haggard persero popolarità allorché le case discografiche imposero nuovamente la loro formula e si rifiutarono di promuovere tali artisti pur di grande fama. La Capitol Records fece piazza pulita di quasi tutti i suoi artisti country negli anni sessanta.

## Sviluppi dellacountry music
I due filoni della musica country hanno proseguito il loro sviluppo fino agli anni novanta. L'influenza di Jimmie Rodgers può essere individuata nell'immagine predominante di operaio e lavoratore presentata da cantanti come Brooks & Dunn e Garth Brooks. Invece cantanti come Iris Dement e Nanci Griffith, dallo stile simile alla Carter Family, hanno scritto canzoni dalle tematiche più tradizionali, sebbene da un punto di vista più contemporaneo.
Nella metà degli anni novanta, la musica country western fu influenzata dalla popolarità delle danze in linea, in cui solitamente si balla in gruppo ma senza un partner. Questa influenza era davvero notevole e si dice che Chet Atkins abbia così commentato: "Penso che la musica sia caduta parecchio in basso. Non c'è altro che quel dannato ballo in linea".
Negli anni novanta emerse un nuovo tipo di musica country, definito da alcuni "country alternativo", da altri "country neotradizionale" o "country rivoluzionario". Eseguito generalmente da musicisti più giovani ed ispirato sia dal country tradizionale che dal country reazionario, sfuggì al modello annacquato e tendente al pop dettato da Nashville e prese in prestito sonorità dal rock e dal punk.
Ci sono almeno tre reti via cavo dedicate al country negli Stati Uniti: Country Music Television (di proprietà Viacom), VH-1 Country (anche questa di proprietà Viacom) e GAC (di proprietà The E.W.Scripps Company).

## Ulteriori letture
- In the Country of Country: A Journey to the Roots of American Music,
Nicholas Dawidoff, Vintage Books, 1998, ISBN 0-375-70082-X
- Are You Ready for the Country: Elvis, Dylan, Parsons and the Roots of Country Rock,
Peter Dogget, Penguin Books, 2001, ISBN 0-14-026108-7
- Dreaming Out Loud: Garth Brooks, Wynonna Judd, Wade Hayes and the changing face of Nashville,
Bruce Feiler, Avon Books, 1998, ISBN 0-380-97578-5
- Roadkill on the Three-Chord Highway,
Colin Escott, Routledge, 2002, ISBN 0-415-93783-3
- Guitars & Cadillacs,
Sabine Keevil, Thinking Dog Publishing, 2002, ISBN 0-9689973-0-9
- Country Music USA,
Bill C. Malone, University of Texas Press, 1985, ISBN 0-292-71096-8

### Primi innovatori
- Vernon Dalhart, ha inciso centinaia di canzoni fino al 1931.
- Jimmie Rodgers, prima stella del country, il "Padre della musica country".
- The Carter Family, country rurale, noto per successi come Wildwood Flower e Keep on the Sunny Side.
- Roy Acuff, star del Grand Ole Opry per 50 anni, "Re della musica country".
- Patsy Montana, prima cantante donna di grande successo (nota come "la prima donna a vendere un milione di dischi").
- Girls of the Golden West, uno dei primi duetti della musica country.
- Ernest Tubb, amato cantastorie texano. Ha aiutato molti emergenti a diventare delle star.
- Hank Snow, stella del Grand Ole Opry di origine canadese, famoso per le sue canzoni di viaggio.
- Hank Williams Sr, pioniere dell'honky tonk, cantante e autore, conosciuto per successi come I'm So Lonesome I Could Cry, Your Cheatin' Heart e Jambalaya.
- Bill Monroe, padre del bluegrass.
- Grand Ole Opry, uno dei più vecchi programmi radiofonici.
- Louvin Brothers, ha ispirato gli Everly Brothers.
- Little Jimmy Dickens, stella del Grand Ole Opry alta un metro e cinquanta.
- Goldie Hill, detta "Golden Hillbilly", conosciuta per la canzone di successo I Let the Stars Get in My Eyes.
- Wilf Carter, il cowboy dello yodel, conosciuto anche come Montana Slim.
- Jean Shepard, una delle principali cantanti country degli anni cinquanta.
- Webb Pierce, musicista honky-tonk che ha dominato la scena musicale degli anni cinquanta.
- Kitty Wells, la prima donna a diventare una stella del country, conosciuta come la "Regina della musica country".

### L'età d'oro
- John Anderson, cantante e tra i maggiori autori di successi anche recenti.
- Liz Anderson, famosa per le sue abilità di autrice e cantante.
- Lynn Anderson, bionda californiana tra le più grandi dive del country.
- Eddy Arnold, il più presente nelle classifiche di tutti i tempi secondo Joel Whitburn.
- The Browns, trio familiare la cui canzone The Three Bells raggiunse il primo posto nelle classifiche.
- Johnny Cash, uno dei più autorevoli ed influenti artisti della musica country, morto nel 2003
- Patsy Cline, famosissima cantante degli inizi degli anni sessanta, morta precocemente nel 1963.
- Skeeter Davis, per decenni tra le più importanti voci femminili.
- Jimmy Dean, cantante e personaggio televisivo, fondatore della Jimmy Dean Sausage Company.
- Roy Drusky, cantante dalla morbida voce baritonale e divo per quarant'anni del Grand Ole Opry.
- Jimmy Martin, Il Re del bluegrass.
- Lefty Frizzell, forse il più grande degli honky-tonkers.
- Don Gibson, ha scritto e inciso molti pezzi diventati classici del genere.
- Merle Haggard, rese popolare il Bakersfield sound
- Tom T. Hall, "The Storyteller" (il cantastorie), ha scritto molti dei suoi numerosi successi.
- Buddy Holly, un pioniere del rock'n'roll.
- Johnny Horton, rese la story-song molto popolare attorno al 1960
- Jan Howard, cantante dal registro vocale dai toni pop interprete di un country molto genuino
- Stonewall Jackson, icona dell'Honky Tonk
- Sonny James, ha un record di 16 consecutivi hits No. 1
- Wanda Jackson, cantante honky-tonk parimenti a suo agio nei pezzi rock and roll
- Waylon Jennings, uno dei più importanti interpreti del country "fuorilegge"
- George Jones, largamente considerato "il più grande cantante country vivente"[senza fonte], un numero uno delle classifiche
- Kris Kristofferson, autore e altro grande interprete del country "fuorilegge"
- Loretta Lynn, di certo la più grande star country negli anni sessanta e anni settanta
- Roger Miller, ha battuto il record di premi Grammy vinti
- Ronnie Milsap, la prima stella non vedente del country

- Willie Nelson, autore e leader del movimento del country "fuorilegge"
- Norma Jean, dotata cantante del genere hard country
- Buck Owens, fondatore e innovatore del "sound di Bakersfield"
- Dolly Parton, iniziò la sua carriera duettando con Porter Wagoner
- Ray Price, passò dal country ai lustrini di Las Vegas
- Charley Pride, la prima ed unica star del country afroamericana
- Susan Raye, pupillo di Buck Owensche divenne famosa come solista
- Jim Reeves, poliedrico artista che inventò il "Nashville sound" con Chet Atkins
- Charlie Rich, rockstar degli anni cinquanta che negli anni settanta riscosse un grande successo in ambito country
- Marty Robbins, altra interprete di story-songs che ebbe buon successo anche in ambito pop
- Jeannie C. Riley, una bella ragazza, spesso succintamente vestita, che riuscì a sfondare nelle classifiche pop
- Kenny Rogers, cantastorie dotato di una voce molto particolare, che ha inciso anche ballate d'amore e brani rock. Ha fissato il genere che è stato definito country crossover ed è diventato uno dei più grandi artisti del country e in generale del mondo musicale
- Jeannie Seely, conosciuta come "Miss Country Soul"
- Connie Smith, conosciuta per la sua "grande" voce
- Billie Jo Spears, cantante hard-country conosciuta a livello internazionale
- Ray Stevens, artista poliedrico dai toni comici e leggeri famoso per il brano Mr. Businessman
- Conway Twitty, tradizionalista honky-tonk
- Porter Wagoner, pioniere nella televisione country
- Dottie West, elegante ragazza country che ha mantenuto a lungo il proprio successo con una carriera ventennale
- Wilburn Brothers, duetto maschile popolare per decenni
- Ginny Wright
- Tammy Wynette, 3 volte CMA come miglior voce femminile
- Faron Young, al vertice delle classifiche country per tre decenni
- Frankie Laine, che recitò in moltissimi film western contribuendo alla diffusione del genere e delle sonorità tipiche al di fuori degli Stati Uniti
- Slim Whitman

### Country rock
- Outlaws, considerati uno dei più chiari esempi del southern e del country rock
- Mark Knopfler insieme a Dire Straits
- The Allman Brothers Band, gruppo jam influenzato dal movimento bluegrass
- The Band
- Blackfoot
- The Byrds, pionieri nel campo
- Flying Burrito Brothers
- Eagles, una band country rock molto popolare
- Everly Brothers, gruppo di un periodo antecedente a quelli qui citati, ma importanti come figure di transizione dal rockabilly al country rock
- Kinky Friedman
- Jerry Garcia leader dei Grateful dead e cultore della musica country insieme ad artisti come David Grisman
- Grateful Dead, gruppo bluegrass e psichedelico dalla vita artistica lunghissima
- Gram Parsons, il preferito dalla critica tra gli appartenenti al movimento country rock
- Poco
- John Rich
- Lynyrd Skynyrd, a giudizio di molti l'archetipo del gruppo country rock
- Kid Rock, la sua musica è solo in parte riconducibile al country rock, principalmente quella dell'album Kid Rock
- Neon Blue, gruppo indie canadese dell'Ontario, sensibile al fascino del genere country rock
- Lady Antebellum

### Stelle del country contemporaneo (1980-)
- Trace Adkins
- Alabama
- Gary Allan
- The Bacon Brothers
- Dierks Bentley
- Big and Rich
- Clint Black

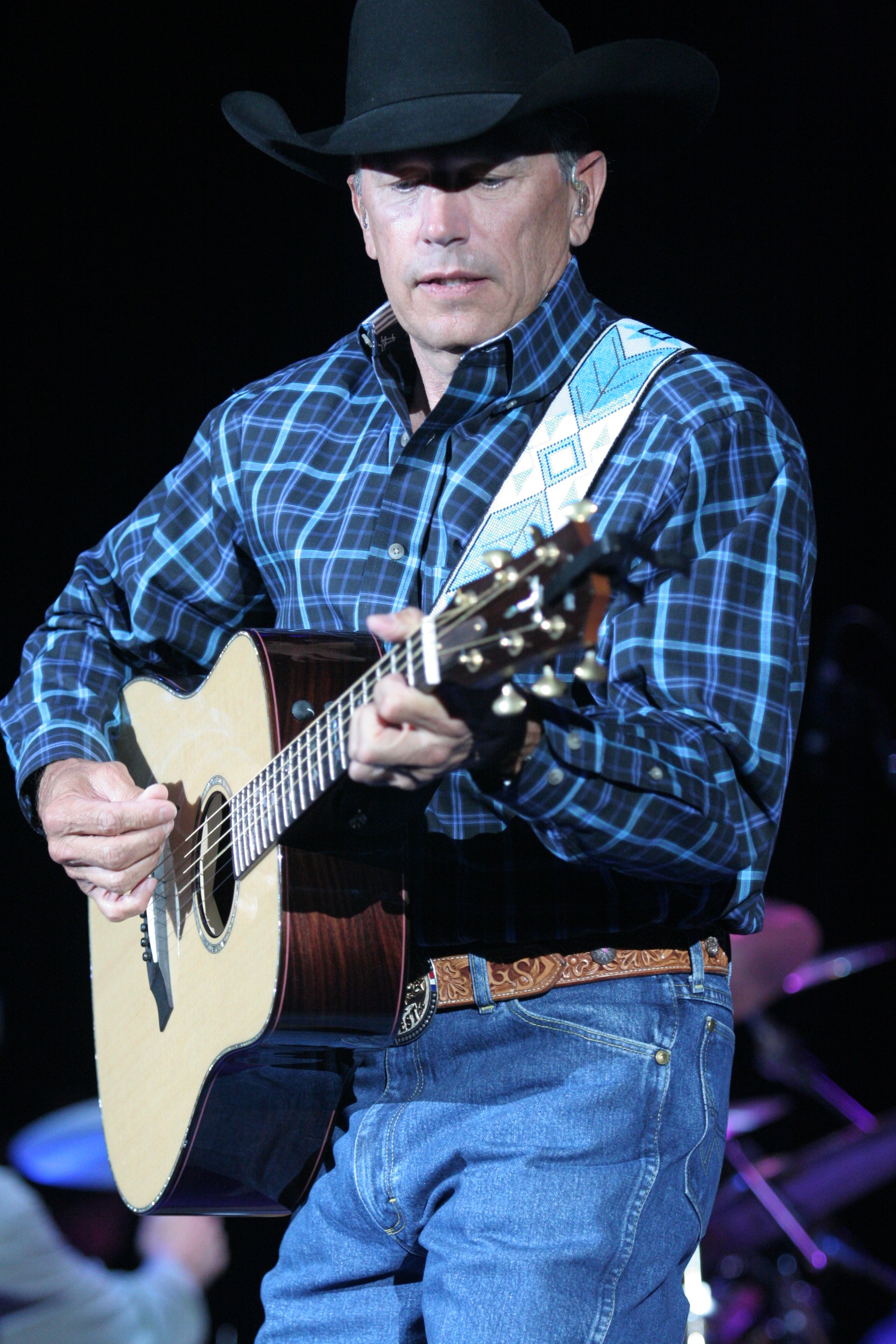
Il "re del country" George Strait.

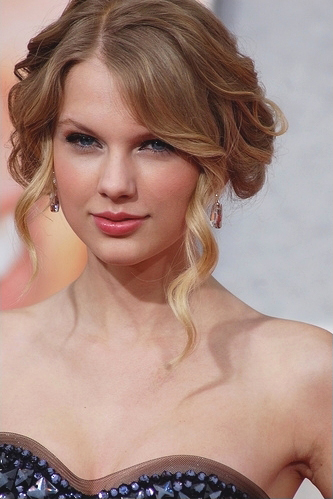
Taylor Swift, la "Regina del Country Pop".

- Suzy Bogguss e il gruppo Wine womans and songs
- Paul Brandt
- Brooks & Dunn
- Garth Brooks
- Laura Bryna
- Jimmy Buffett
- Tracy Byrd
- Chris Cagle
- George Canyon
- Johnny Cash
- Jeremy Castle
- Mary Chapin Carpenter
- Kenny Chesney
- Mark Chesnutt
- Terri Clark
- Cowboy Troy
- Sheryl Crow
- Billy Currington
- Billy Ray Cyrus
- Billy Dean
- John Denver
- Joe Diffie
- The Dixie Chicks
- Sara Evans
- Rascal Flatts
- Vince Gill
- Bayley Grey
- Nanci Griffith
- Emmylou Harris
- Gary Helms
- Ty Herndon
- Faith Hill
- Sam Hunt
- Miranda Lambert
- Chris LeDoux
- Little Texas
- Alan Jackson
- Buddy Jewell
- Toby Keith
- Sammy Kershaw
- Alison Krauss
- Aaron Lines
- Lonestar
- Patty Loveless
- Barbara Mandrell
- Kathy Mattea
- Martina McBride
- Lila McCann
- Jason McCoy
- Neil McCoy
- Mindy McCready
- Reba McEntire
- Tim McGraw
- Jo Dee Messina
- Montgomery Gentry
- Craig Morgan
- Lorrie Morgan
- Nicki
- Brad Paisley
- Dolly Parton
- Colin Ray
- Blake Shelton
- George Strait
- Bob Style
- Taylor Swift
- The Beef Seeds
- Pam Tillis
- Aaron Tippin
- Randy Travis
- Travis Tritt
- Shania Twain
- Carrie Underwood
- Keith Urban
- Phil Vassar
- Clay Walker
- Steve Wariner
- Brittany Wells
- Roger Whittaker
- Gretchen Wilson
- Trisha Yearwood
- Dwight Yoakam
- Hank Williams III
- Luke Combs
- Kelsea Ballerini
- Morgan Wallen

### Televisione e radio
- CPS - Web Country Music Radio.
- Austin City Limits, PBS trasmette country
- The Beverly Hillbillies, famosissima sit com accompagnata da una colonna sonora country, nella quale fecero frequenti apparizioni Lester Flatt ed Earl Scruggs
- Grand Ole Opry, trasmesso dalla WSM da Nashville a partire dal 1925
- Hee Haw, con Buck Owens, Roy Clark e un gruppo di comici eccentrici e "ruspanti", tra i quali Junior Samples. Tra gli altri artisti a partecipare Archie Campbell, autore e personaggio radiofonico.
- Lost Highway: The Story of Country Music, un apprezzabile documentario della BBC sulla storia della musica country
- Louisiana Hayride, con un Hank Williams agli esordi
- Ozark Jubilee
- The Porter Wagoner Show, trasmesso dal 1960 al 1979, con la partecipazione di una giovane Dolly Parton.
- Coast to Coast - The Legend of Country - Storico programma radiofonico italiano dedicato alla musica country.